# Moritz (cerveza)
Moritz es una marca de cerveza, fundada en Barcelona en 1856 y relanzada en 2004. Es la primera cerveza de Barcelona (producida en Zaragoza) que todavía se encuentra en el mercado. Fue creada por el francés, de origen alsaciano, Louis Moritz Trautmann, quien instaló su fábrica en la Ronda de San Antonio de Barcelona, fábrica que sigue operativa actualmente.
Moritz está estrechamente vinculada a la ciudad de Barcelona tanto por su actividad comercial, por su producto, como por las diversas actividades de ocio, sociales y culturales vinculadas a la ciudad y a Cataluña en las cuales participa. 
Relanzada en 2004 por la quinta y sexta generación de la familia, la cerveza Moritz se involucra en la recuperación del patrimonio tanto arquitectónico como cultural de Barcelona y Cataluña. Ejemplos claros son la rehabilitación, en 2011, de la antigua Fábrica Moritz Barcelona, en la Ronda de San Antonio, como proyecto principal, o la remodelación del mítico Bar Velódromo, en la calle Muntaner. Asimismo, la empresa colabora estrechamente con diferentes instituciones gastronómicas y culturales barcelonesas y catalanas.
Moritz pertenece al Grupo Agora, grupo empresarial que tiene el legado cervecero más antiguo de España (160 años). El Grupo cuenta con diversas marcas y diferentes líneas de negocio que son gestionadas de forma independiente. La sede de Moritz está en Barcelona, en Ronda de San Antonio, 39. Cuenta con más de 160 empleados en Barcelona y 300 en toda Cataluña.

## Productos
Actualmente cuenta con varios productos en el mercado: 

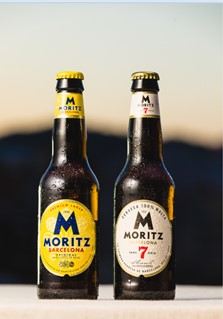
Imagen de Moritz y Moritz 7.

- Moritz Original, elaborada mediante la cocción de maltas extrapálidas y, a diferencia del resto de las cervezas del mercado, con agua del manantial de Font d'Or del macizo del Montseny-Guilleries, perteneciente al grupo Vichy Catalán. Se elabora 100% con ingredientes naturales entre los cuales destaca el lúpulo de Saaz (República Checa), que le otorga su característico sabor aromático.[4]

- Moritz 7, es una cerveza premium lager especial de 5,5º y 100% malta. Es el resultado de la combinación de 2 maltas que dan lugar a una cerveza espumosa, que alcanza el equilibro entre cuerpo y saborre.[5][6]

- Moritz Epidor, una cerveza tostada extra de larga fermentación elaborada con ingredientes naturales, como la malta caramelizada,  lo que le confiere un cuerpo compacto y un color único. Junto a esta malta, el agua del Montseny y el lúpulo aromático son los secretos que dan potencia a la cerveza con más fuerza de Moritz. Con una graduación de 7,2º es la cerveza más fuerte de la marca y aunque se recuperó en 2009, la fórmula original data de 1923.[7]

- Moritz 0,0 (sin alcohol),  es una cerveza de color pálido, casi cristalino, y destaca por su gran aroma con notas florales. Está elaborada íntegramente con agua mineral del manantial Font d'Or y perfumada con flores de lúpulo de Saaz.[8]

- Moritz Red IPA, la primera Moritz de alta fermentación, Red India Pale Ale.[9]

- Moritz Radler, cerveza Moritz Original a la que se le añade zumo de limón 100% natural para potenciar su capacidad de  refrescar.[10]

## Historia
Para conocer el origen de la cerveza Moritz hay que remontarse al siglo XIX. Su fundador, Louis Moritz, llegó a Barcelona el 1851 proveniente de Pfaffenhofen, localidad alsaciana. 
El año 1856 Louis Moritz empieza a elaborar su propia cerveza y tres años después compra la fábrica de Joan Maurer, situada en la calle del Portal de Santa Madrona, convirtiéndose en uno de los productores más importantes de Barcelona. La demanda de cerveza aumenta y el negocio crece con la adquisición de más terrenos. En poco tiempo, la cerveza Moritz gana un gran prestigio y en 1897 se inaugura la Cervecería Moritz, local de la ciudad y una clara muestra del arraigo de la compañía en Barcelona.
El año 1920 Louis Moritz muere, pero 2 años después sus herederos crean la “Fábrica de Cervezas Moritz, S.A.”. La calidad y reputación de Moritz se consolida durante la década de 1920. 
El 1930, Moritz logra un volumen récord de ventas y, dos años después, la empresa ya controla el 34% del total del mercado catalán.
En la década de 1940, acabada la guerra civil española que había provocado una bajada en la producción, la fábrica empieza a recuperar la producción, que irá aumentando año tras año hasta recuperar el ritmo de ventas anterior a la guerra. 
Durante los años 1950 se mantiene esta tónica al alza y se vive uno de los mejores momentos de la empresa. Se duplican las ventas y los beneficios.
A principios de los años 1960, la fábrica de la Ronda de San Antonio se queda pequeña y se decide cambiar la planta de producción adquiriendo unos terrenos para implantar una nueva fábrica y se crea la sociedad “Cervezas de Barcelona, S.A." para aumentar la producción. No obstante, en los años 1970, la crisis del petróleo afecta a varios sectores de la economía y, ante la imposibilidad de una recuperación después de la creación de “Cervezas de Barcelona, S.A.”, Moritz decide vender su parte del accionariado y desaparece el año 1978.
La familia siempre tuvo en mente el regreso de la Moritz a Barcelona. Objetivo que se hace realidad en 2004, cuando la quinta y la sexta generación de la familia deciden relanzar la marca. En esta nueva etapa, Moritz se implica en la recuperación del patrimonio arquitectónico y cultural de Barcelona y Cataluña. Ejemplos claros son la rehabilitación de la Fábrica Moritz Barcelona como proyecto principal, o la remodelación del mítico Bar Velódromo. 
El año 2011 Moritz inaugura la rehabilitación de la antigua fábrica original en la Ronda de San Antonio. Una rehabilitación a cargo del reconocido arquitecto Jean Nouvel y que configura un punto de encuentro para los ciudadanos. La Fábrica Moritz cuenta con una 'microcervecería donde se elabora cerveza fresca sin pasteurizar, pero es mucho más. En este espacio sociocultural la gastronomía juega un papel fundamental y se puede encontrar el Bar à Vins, la cervecería y salas polivalentes. Es un espacio vivo donde cada día hay actividades dirigidas al ciudadano de ámbitos muy variados: Gastronomía, emprendeduría, moda, diseño,música, arte, deporte, etc.
Pese a que toda la estructura de la marca se encuentra en Barcelona y es ahí donde produce sus cervezas frescas sin pasteurizar, la fabricación de sus cervezas industriales se realiza en Zaragoza. Al formar parte del Grupo Agora, mismo grupo que Ámbar, esta decisión facilita optimizar recursos al máximo y disponer de una mayor capacidad de producción.

## Locales

### Fábrica Moritz Barcelona

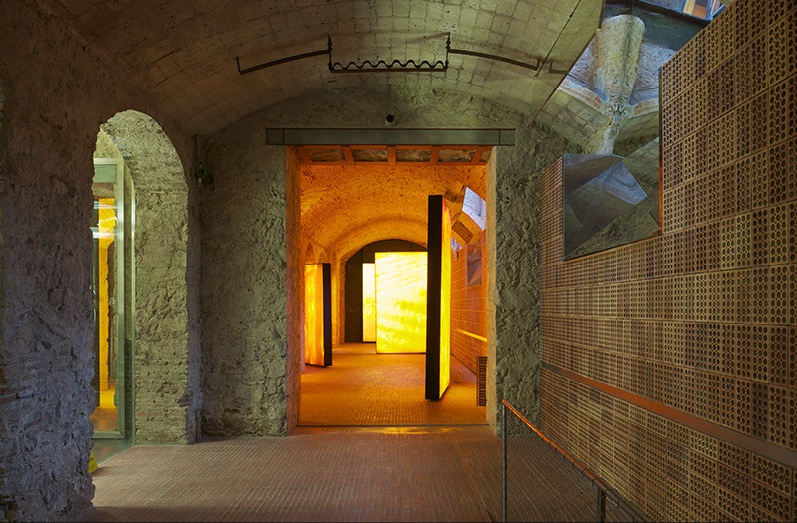
La Fábrica Moritz Barcelona

La vuelta de la cerveza Moritz implica también la recuperación para la ciudad del complejo arquitectónico donde la empresa tuvo su fábrica y su sede corporativa. Ubicada en la barcelonesa Ronda de San Antonio e integrada por tres edificios, cada uno con sus propias características, exponentes de la arquitectura barcelonesa de finales del siglo XIX y principios del XX. 
En 2011, después de 10 años de obras, se inaugura la nueva Fàbrica Moritz Barcelona. El encargado de la rehabilitación fue el arquitecto Jean Nouvel, artífice de la Torre Glòries y ganador del premio Pritzker de arquitectura el 2008. La reforma del arquitecto fue un juego constante entre pasado y futuro que le sirvió para reinterpretar todo el espacio para que recuperara su función original, ser una auténtica fábrica de cerveza. Con esta reinterpretación, la Fàbrica Moritz Barcelona se convierte en uno de los puntos de encuentro de los barceloneses.
Además de albergar la sede social de la empresa, la Fábrica Moritz Barcelona es un espacio abierto a los ciudadanos como plataforma para el desarrollo de diversas actividades, y como lugar de encuentro donde disfrutar del tiempo libre y vincular el acto de tomar una cerveza con un momento de placer. 
El espacio incluye  una micro cervecería donde se elabora diariamente cerveza fresca sin pasteurizar que solo se encuentra en Fàbrica Moritz Barcelona, en la Moritz Store y en el Bar Velódromo.  Todo el proceso de elaboración de la cerveza, en cinco fases, tiene lugar allí mismo a la vista de los consumidores que podrán compartir la experiencia de la fabricación y la degustación in situ.

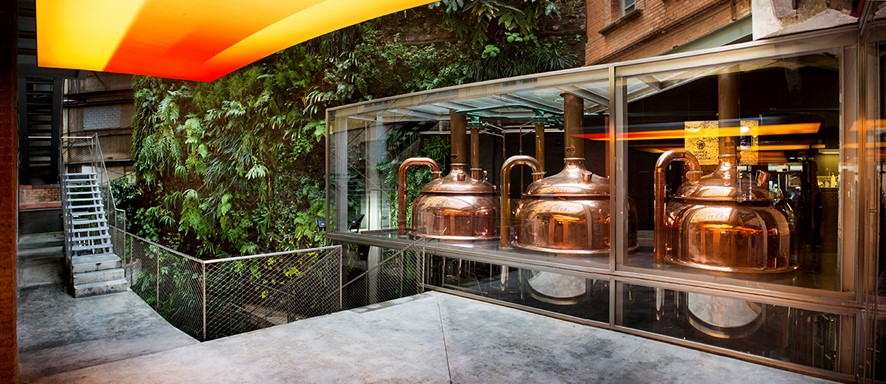
Fábrica Moritz Barcelona.

El espacio, que responde al compromiso de la empresa de fomentar la cultura cervecera de la ciudad y del país, está dirigido por los maestros cerveceros de Moritz, Albert Viaplana y Germán Melgarejo, y tiene una capacidad de producción de 500.000 litros anuales. Las variedades fijas de cerveza Moritz fresca, que respetan la elaboración y las recetas tradicionales, conviven con las cervezas de temporada que se renuevan cada 4 meses.
La oferta gastronómica (donde la cerveza es la protagonista) de Fàbrica Moritz Barcelona está diseñada por el galardonado chef catalán, Jordi Vilà, estrella Michelín y director gastronómico de Moritz.

### El Velódromo
Uno de los principales proyectos de la cervecera catalana dentro de la línea de recuperación del patrimonio arquitectónico de Barcelona ha sido la restauración del histórico bar Velódromo, situado en la calle Muntaner de la capital catalana. 
Cervezas Moritz adquirió el establecimiento a su antiguo propietario cuando éste lo puso a la venta al jubilarse. La cervecera catalana tuvo desde el principio la intención de recuperar su aspecto original art decó para convertirlo en punto de encuentro del mundo cultural barcelonés, como ya fue en el pasado, mediante su oferta de restauración y las diversas actividades culturales y artísticas que se desarrollan. Durante estos años, el Bar Velódromo se ha convertido en un punto de encuentro de Barcelona, como ya lo fue en el pasado donde muchos barceloneses pasaban horas haciendo tertulias y jugando al billar.
El local funciona los 365 días del año con un horario 'non stop', de 6 de la mañana a entre 2.30 y 3 de la madrugada (dependiendo del día).  Cuenta con una oferta gastronómica con clara herencia gastronómica catalana y  dirigida por Jordi Vilà.

## Campañas

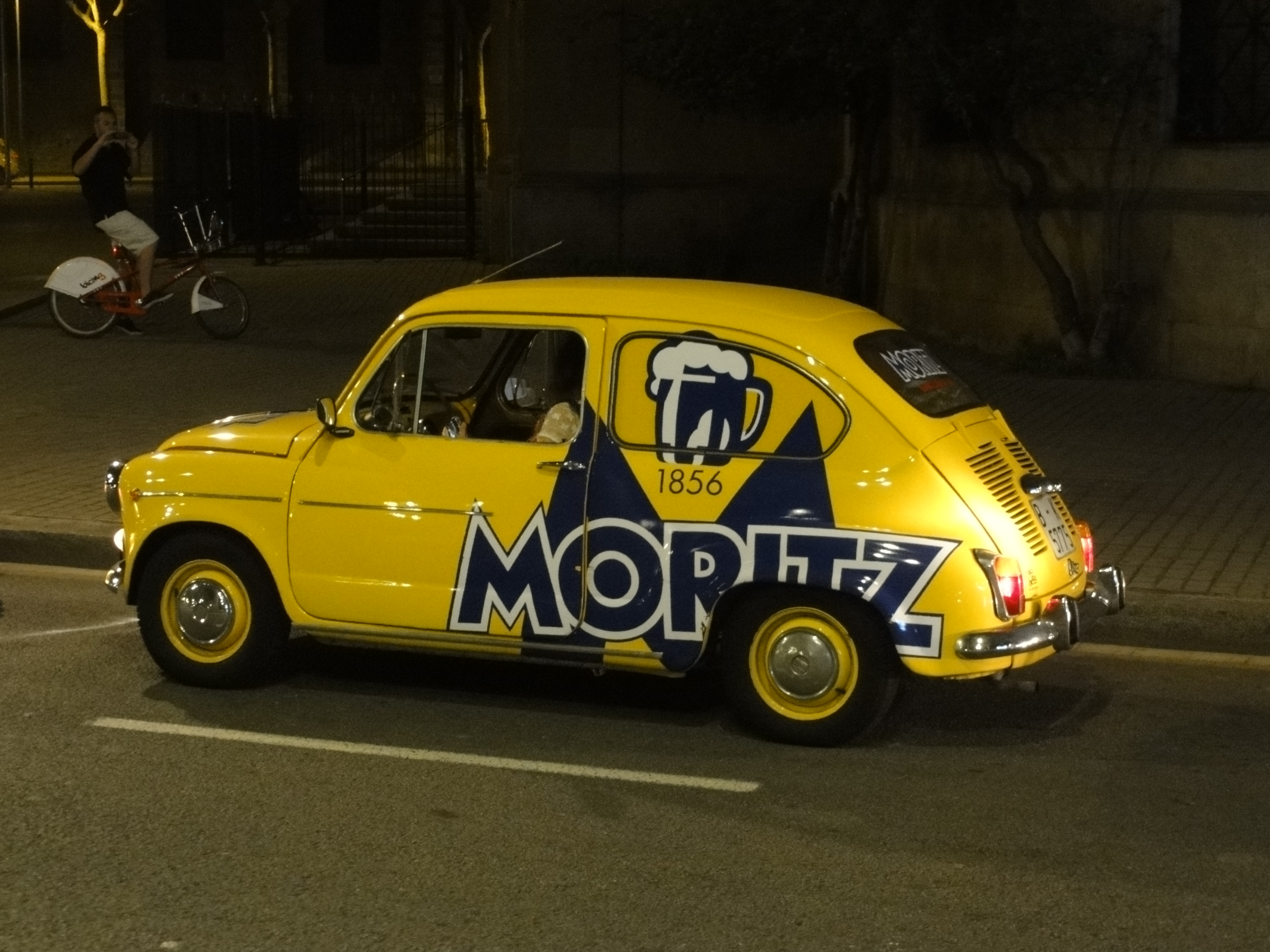
Característico SEAT 600 de Moritz.

En 1966 Moritz lanza su primera campaña publicitaria bajo el eslogan de “Ep, Ep, Epidor” con los Seat 600, uno de los emblemas de la marca que aún conserva, como principales soportes publicitarios.
En 2018 Toni Segarra es el responsable de la campaña “La cerveza que nos trajo la cerveza” Esta campaña homenajea la llegada de otras cervezas que nacieron tras la creación de Moritz y lanza el nuevo posicionamiento de marca “Primera cerveza de Barcelona, desde 1856”.
En 2019 “Moritz 7. La última cerveza de Barcelona” la campaña en la que Moritz contrapone su condición de ‘cerveza más antigua de Barcelona’ con el lanzamiento de su última gama, Moritz 7, su última creación. La marca confió de nuevo su campaña a Toni Segarra.
En junio de 2020, Moritz lanza la campaña “#Torna” (“Vuelve”) con el cantante Macaco y la canción “Barcelona Torna”, una canción inédita que contiene una referencia a “Gitana Hechicera” de Peret. La campaña de Moritz cuenta también con la participación del artista y diseñador Javier Mariscal, creador de la gráfica de la campaña. La campaña tuvo un fin solidario para ayudar a colectivos afectados por el COVID-19.

## Premios y reconocimientos

El "quintu" de Moritz.

### Moritz Original
- Medalla de Plata - World Beer Challenge 2019 (Germany-Style Pilsener).[20]
- Medalla de Bronce - The International Beer Challenge 2019 (Lagers).[21]

### Moritz 7
- Medalla de Oro - World Beer Challenge 2019 (International-Style Lager).[22]
- Medalla de Oro (Spain Gold) - World Beer Awards 2019 (International Lager).
- Medalla de Bronce - The International Beer Challenge 2019 (Lagers).
- Medalla de Plata - World Beer Challenge 2020 (International-Style Lager).
- Medalla de Bronce (Spain Bronze) - World Beer Awards 2020 (International Lager).

### Moritz Epidor
- Medalla de Plata - World Beer Challenge 2019 (Germany-Style Bock or Maibock).
- Medalla de Bronce - The International Beer Challenge 2019 (Lagers).[23]

### Moritz 0,0
- Medalla de Oro (Spain Winner) - World Beer Awards 2018 (Light).[8]
- Medalla de Oro (Spain Winner) - World Beer Awards 2019 (Light).

### Moritz Red IPA
- Medalla de Oro - World Beer Challenge 2019 (Old Ale).
- Medalla de Bronce - The International Beer Challenge 2019 (Ales).
- Medalla de Plata - World Beer Challenge 2020 (English Red IPA).